# Tehaapapa II
Maerehia  (1824 – 28 Tháng 5, 1893), là công chúa của Raiatea và Tahaa, hoàng hậu của Huahine và Maiao (thông qua cuộc hôn nhân của bà với Ari'imate), và là Nữ hoàng Huahine và Maiao sau một cuộc nội chiến lật đổ chồng bà Ari'imate

## Thân thế
Sinh ra tại Raiatea, Công chúa Maerehia là con gái của Quốc vương Tamatoa IV (1797–1857) với Hoàng hậu Mahuti. Vì vậy, bà là một thành viên của Nhà Tamatoa 

## Hoàng hậu
Đầu năm 1850, một cuộc nội chiến đã lật đổ chị gái bà, Teri'itaria II, ra khỏi ngai vàng Huahine. Các nhà cầm quyền lúc bấy giờ chọn Ari'imate để nối ngôi.
Ari'imate chính thức trở thành vua của Huahine năm 1852.
Công chúa Maerehia lúc này trở thành Hoàng hậu thông qua cuộc hôn nhân của bà với Ari'imate

## Nữ hoàng
12 năm sau,một cuộc nội chiến khác lại lật đổ Ari'imate và Maerehia lúc này được chọn làm người kế vị ngai vàng trở thành nữ hoàng của Huahine và Maiao, lấy hiệu Tehaapapa II.
Năm 1890, bà đã thông qua một chế độ bảo vệ của Pháp cho vương quốc của bà. Bà mất năm 1893. Cháu gái bà nối ngôi, lấy hiệu Tehaapapa III.

## Hôn nhân và con cái
Bà kết hôn năm 1840 với Ari'imate, và có 12 người con:
- Công chúa Témari'i Teuurai(1848–1891), Nữ hoàng Huahine sau này.
- Công chúa Tapiria Teururai (1850–1888)
- Thái tử Marama Teururai (1851–1909), cha của Teha'apapa III.
- Công chúa Vai-ra'a-toa Teururai
- Hoàng tử Ari'imate Teururai (1853–1907), vị quân chủ cuối cùng của ngai vàng Rai'atea.
- Hoàng tửTéri'i-té-po-rou-ara'i Teururai (1857–1899)
- Hoàng tử Fatino Marae-ta'ata Teururai (1859–1884)
- Công chúa Tu-rai-ari'i Teururai (1862-?)
- Công chúa Téri'i-na-va-ho-ro'a Teururai (1863–1918)
- Công chúaTé-fa'a-ora Teururai (1868–1928)